# Crawford megye (Arkansas)
Crawford megye az Amerikai Egyesült Államokban, azon belül Arkansas államban található. Megyeszékhelye és legnagyobb városa Van Buren. Lakosainak száma 60 133 fő (2020. április 1.). Crawford megye Washington, Sebastian, Madison, Franklin, Sequoyah és Adair megyékkel határos.

## Népesség
A megye népességének változása:
| Lakosok száma | 2440 | 7850 | 14 740 | 23 942 | 22 549 | 21 318 | 36 892 | 61 982 | 61 943 | 60 133 |
|               | 1830 | 1860 | 1880   | 1910   | 1930   | 1960   | 1980   | 2010   | 2012   | 2020   |